# دان إليس (لاعب هوكي جليد)
دان إليس هو لاعب هوكي جليد كندي، ولد في 19 يونيو 1980 في ساسكاتون في كندا.

## وصلات خارجية
- دان إليس على موقع دوري الهوكي الوطني (الإنجليزية)
- دان إليس على موقع EliteProspects.com (الإنجليزية)
- دان إليس على موقع HockeyDB.com (الإنجليزية)
- دان إليس على موقع Hockey-Reference.com (الإنجليزية)